# (269550) Chur
(269550) Chur est un astéroïde de la ceinture principale.

## Description
(269550) Chur est un astéroïde de la ceinture principale. Il est découvert le 16 novembre 2009 à Falera par José De Queiroz. Il présente une orbite caractérisée par un demi-grand axe de 2,71 UA, une excentricité de 0,10 et une inclinaison de 14,3° par rapport à l'écliptique.

## Compléments